# Jeff Landry

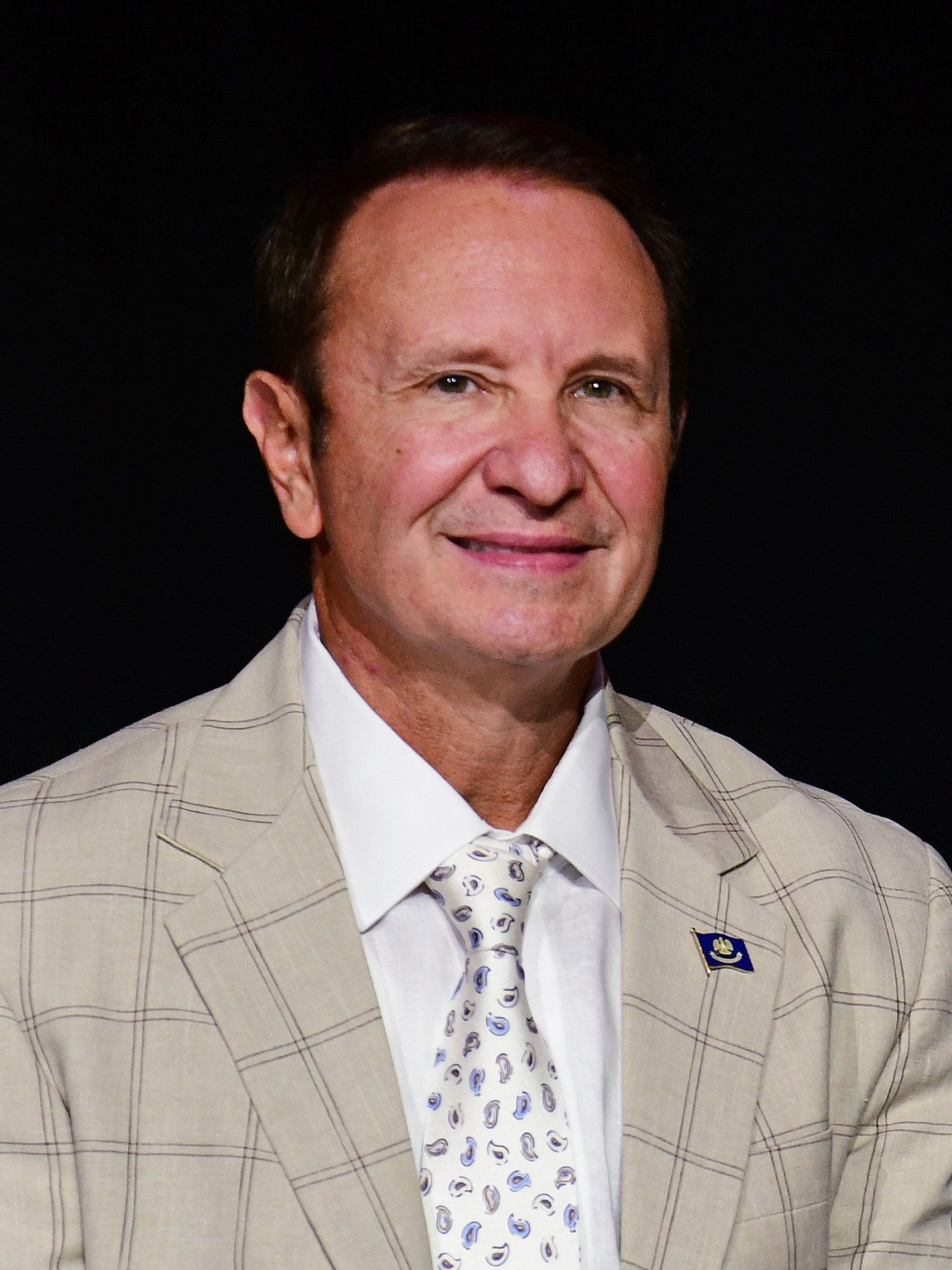
Jeff Landry (2024)

Jeffrey Martin „Jeff“ Landry (* 23. Dezember 1970 in St. Martinville, Louisiana) ist ein US-amerikanischer Politiker. Seit dem 8. Januar 2024 amtiert er als Gouverneur des US-Bundesstaats Louisiana. Von 2011 bis 2013 vertrat er den Bundesstaat Louisiana im US-Repräsentantenhaus. Am 14. Oktober 2023 wurde er mit 51,6 Prozentpunkten zum neuen Gouverneur von Louisiana gewählt.

## Werdegang
Jeff Landry besuchte bis 1988 die Saint Martinville Senior High School. Danach diente er bis 1998 in der Nationalgarde seines Staates. Im Jahr 1999 absolvierte er die University of Southwestern Louisiana in Lafayette. Nach einem Jurastudium an der Loyola University in New Orleans und seiner 2004 erfolgten Zulassung als Rechtsanwalt begann er in diesem Beruf zu praktizieren. Zeitweise arbeitete er auch im Polizeidienst. Außerdem war er als privater Geschäftsmann tätig. Politisch schloss er sich der Republikanischen Partei an. Im Jahr 2007 kandidierte er erfolglos für den Senat von Louisiana.
Bei den Kongresswahlen des Jahres 2010 wurde Landry im dritten Wahlbezirk von Louisiana in das US-Repräsentantenhaus in Washington, D.C. gewählt, wo er am 3. Januar 2011 die Nachfolge des Demokraten Charlie Melancon antrat. Im Kongress war er Mitglied im Ausschuss für natürliche Ressourcen, im Committee on Small Business und im Ausschuss für Verkehr und Infrastruktur. Außerdem war er Mitglied in vier weiteren Congressional Caucuses. Innerparteilich gehörte er dem Republican Study Committee und dem der Tea-Party-Bewegung nahestehenden Tea Party Caucus an.
Bei den Kongresswahlen 2012 hatte Louisiana aufgrund der Bevölkerungsentwicklung einen Sitz im Repräsentantenhaus verloren. Dadurch musste Landry gegen seinen republikanischen Amtskollegen Charles Boustany antreten, da beide im neuen dritten Wahlbezirk wohnten. Dieser bestand zum größeren Teil aus Gemeinden, die vorher zum siebten Wahlbezirk Boustanys gehört hatten, nur der kleinere Teil hatte vorher zu Landrys drittem Wahlbezirk gehört. Boustany belegte in der Wahl am 6. November 2012 mit 44,7 Prozent der Stimmen den ersten Platz vor Landry, der einen Anteil von 30,0 Prozent erreichte, und dem Demokraten Ron Richard, der 21,5 Prozent erhielt. Da in Louisiana anders als in anderen Bundesstaaten eine absolute Mehrheit erforderlich ist, standen in der Stichwahl am 8. Dezember die beiden Republikaner gegeneinander. Bei dieser unterlag Landry mit 39,1 %, Boustany konnte sein Mandat mit 60,9 % verteidigen. Landry schied mit dem Zusammentritt des neuen Kongresses am 3. Januar 2013 aus dem Parlament aus.
Am 21. November 2015 gewann Landry die Stichwahl um das Amt des Attorney General von Louisiana gegen den republikanischen Amtsinhaber Buddy Caldwell mit 56:44 Prozent der Stimmen. Am 11. Januar 2016 konnte er Caldwell damit ablösen. 2019 gelang ihm die Wiederwahl. 
Er ist verheiratet und hat einen Sohn.

## Wahl zum Gouverneur von Louisiana
Landry kandidierte für die Gouverneurswahl in Louisiana am 14. Oktober 2023, seine Kandidatur wurde vom ehemaligen US-Präsidenten Donald Trump unterstützt. Mit 51,6 Prozent konnte er entgegen der Prognosen die Wahl bereits in der ersten Runde für sich entscheiden.

## Kontroversen
2024 unterschrieb Landry ein Gesetz, das vorschreibt, dass in jedem Klassenzimmer von Schulen, die staatliche Mittel erhalten, ein Plakat mit den Zehn Geboten in „großer, gut lesbarer Schrift“ angebracht werden muss. Gegner des Gesetzes sehen darin religiöse Nötigung von Schülern, es wurden mehrere Klagen gegen das Gesetz eingereicht.